# Jari Haapalainen
Jari Haapalainen (* 1971 v Luleå) je švédský kytarista, skladatel a hudební producent finského původu, člen The Bear Quartet a Heikki.

## Seznam desek produkovaných Haapalainenem
- Mattias Alkberg BD: Ditt Hjärta Är En Stjärna
- The Bear Quartet: Penny Century
- The Bear Quartet: Cosy Den
- The Bear Quartet: Family Affair
- The Bear Quartet: Everybody Else
- The Bear Quartet: Holy Holy
- The Bear Quartet: Moby Dick
- The Bear Quartet: Personality Crisis
- The Bear Quartet: Gay Icon
- The Bear Quartet: My War
- The Bear Quartet: Ny Våg
- The Bear Quartet: Angry Brigade
- The Bear Quartet: Saturday Night
- The Bear Quartet: Eternity Now
- Black Belt: Two Minutes To Midnight
- Camera Obscura: Let's Get Out Of This Country
- The Concretes: The Concretes
- The Concretes: Hey Trouble
- Dräp En Hund: Be Yourself
- Dubbel Trubbel: Olle Adolphson Hyllning
- Nicolai Dunger: Soul Rush
- Nicolai Dunger: Blind Blemished Blues
- Nicolai Dunger: A Dress Book
- Nicolai Dunger: Sweat Her Kiss
- Nicolai Dunger: Carmic Retribution
- Ed Harcourt: Strangers
- Ed Harcourt: The Beautiful Lie
- Eldkvarn: Atlantis (album)
- Eldkvarn: Svart Blogg
- Existensminimum: Last night my head tried to explode and I wrote everything down
- Frida Hyvönen: Until Death Comes
- Heikki: Heikki
- Heikki: 2
- Honey Is Cool: Early Morning, Are You Working?
- The (International) Noise Conspiracy: Survival Sickness
- The (International) Noise Conspiracy: A New Morning, Changing Weather
- Kajsa Grytt: Brott & Straff - historier från ett kvinnofängelse
- Laakso: I miss you, I'm pregnant
- Laakso: My Gods
- Laakso: Mother, Am I Good Looking?
- Eric Malmberg: Verklighet & Beat
- Moneybrother: Blood Panic
- Moneybrother: To Die Alone
- The Plan: Walk For Gold
- Stella Rocket: Stella Rocket (album)
- A Taste Of Ra III: Morning Of My Life
- The Tiny: Starring: Someone Like You
- Vega: Sole Love
- Vega: For Retarded Lovers
- Kristofer Åström & Hidden Truck: Leaving Songs
- Kristofer Åström & Hidden Truck: So Much For Staying Alive